# Flammenfärbung

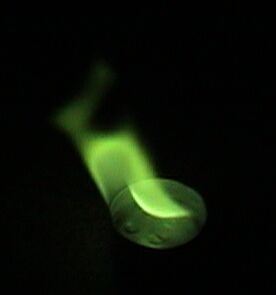
Kräftig grüne Alkylboratflamme.

Die Flammenfärbung (auch Spektralanalyse) dient zum Beispiel zur Analyse von chemischen Elementen oder deren Ionen (Nachweisreaktion, Flammprobe genannt). Die Methode beruht darauf, dass die Elemente oder Ionen in einer farblosen Flamme erhitzt werden und dann Licht spezifischer Wellenlängen abgeben, die für jedes Element charakteristisch sind.
Die Flammenfärbung entsteht durch Energieumwandlung von Wärmeenergie zu Strahlungsenergie. Die Umwandlung kommt durch Valenzelektronen zustande, die durch die Wärmeenergie in einen angeregten Zustand gehoben werden und unter der Abgabe von Licht wieder zurückfallen. Es findet dabei in der Regel keine chemische Reaktion statt. Stoffe, mit denen Flammenfärbung möglich ist, finden aufgrund dieser Eigenschaft in der Pyrotechnik Anwendung.
Bei der Flammprobe wird die Stoffprobe zum Beispiel auf einem Platindraht oder einem Magnesiastäbchen in die farblose Flamme eines Bunsenbrenners gehalten. Anhand der Farbe kann auf die Ionen in der Probe rückgeschlossen werden. Oft überdeckt die sehr intensive gelbe Flammenfärbung des Natriums andere Flammenfärbungen – Natrium ist eine sehr häufige Verunreinigung, zum Beispiel in Form von Kochsalz aus eingetrocknetem Wasser. Mithilfe eines Kobaltglases kann die gelbe Farbe des Natrium herausgefiltert werden.
Mit Hilfe eines Spektroskops kann sicherer entschieden werden, welche Elemente in der Probe vorliegen, wenn beispielsweise die recht ähnlichen Flammenfärbungen von Kalium und Rubidium zu trennen sind.
Zu unterscheiden ist die Flammenfärbung vom Leuchten einer Gasentladung, auch hierbei senden zum Beispiel Gasentladungsröhren jedoch charakteristische Farben und Spektren aus.

## Geschichte
Die Flammenspektroskopie geht auf Bunsen und Kirchhoff zurück, die sie entwickelten und mit deren Hilfe sie neue Elemente fanden.

## Physikalische Ursachen

Grafische Darstellung der Elektronen-Anhebung und dem Zurückfallen am Valenzschalenmodell

Ein Atom wird durch thermische Energie in den angeregten Zustand überführt und fällt darauf unter Emission eines Photons in den Grundzustand zurück.

Alle Elemente senden bei hohen Temperaturen Licht aus. Doch für Elemente, die eine Flammenfärbung aufweisen, geschieht dies schon bei den Temperaturen, die in einer Flamme herrschen.
In der Flamme findet zunächst beim Verdampfen eine Atomisierung des Salzes zu Atomen statt. Die Elektronen eines Atoms werden durch Zufuhr von Wärmeenergie (Verbrennung) auf ein höheres Energieniveau – in einen angeregten Zustand – gehoben. Die Elektronen fallen aber meist in Sekundenbruchteilen (10−8 bis 10−9 Sekunden) unter Energieemission wieder auf das energieärmere Ausgangs-Energieniveau zurück. Die beim Zurückfallen frei werdende Energie wird als Photon (Lichtquant) abgegeben. Je Elektronensprung wird dabei ein Photon frei. Es ist durch eine genau definierte Energie und somit auch durch eine einzige Wellenlänge gekennzeichnet. Jeder Elektronenübergang entspricht einer charakteristischen Spektrallinie.
Das Zurückfallen der Elektronen auf energieärmere Energieniveaus kann auch stufenweise erfolgen. Bei jedem Zurückfallen dieses Elektrons auf ein energieärmeres Energieniveau gibt es nun Licht einer ganz bestimmten Wellenlänge, und damit einer ganz bestimmten Farbe und Energie, ab.
Die Quantenenergie hängt von der Differenz der Energieniveaus ab. Diese Differenz ist für jedes Element unterschiedlich. Die Energie der Photonen bestimmt ihre Frequenz und damit die Farbe.
Weist ein chemisches Element eine spezifische Flammenfärbung auf, dann weisen auch viele chemische Verbindungen seiner Ionen diese Flammenfärbung auf. Dies ist jedoch nicht immer der Fall. Bariumsulfat z. B. weist eine grünliche Flammenfärbung auf, Bariumphosphat nicht. Sehr viele chemische Elemente senden bei hohen Temperaturen sichtbare Spektrallinien aus. Einige Elemente wurden sogar nach der Farbe ihrer bei der Flammenfärbung beobachteten Spektrallinien benannt: Caesium (lateinisch: himmelblau), Rubidium (lateinisch: dunkelrot) und Indium (indigoblaue Spektrallinie).

## Beispiele

### Alkalimetalle
Alkalimetalle und ihre Salze besitzen eine spezifische Flammenfärbung:
- Lithium und seine Salze färben die Flamme rot (670,8 und 610,0 nm).
- Natrium und seine Salze färben die Flamme gelb (589,3 nm).
- Kalium und seine Salze färben die Flamme violett (768,2, 687,0 und 404 nm).
- Rubidium und seine Salze färben die Flamme rot (780 und 421 nm).
- Caesium und seine Salze färben die Flamme blauviolett (458 nm).

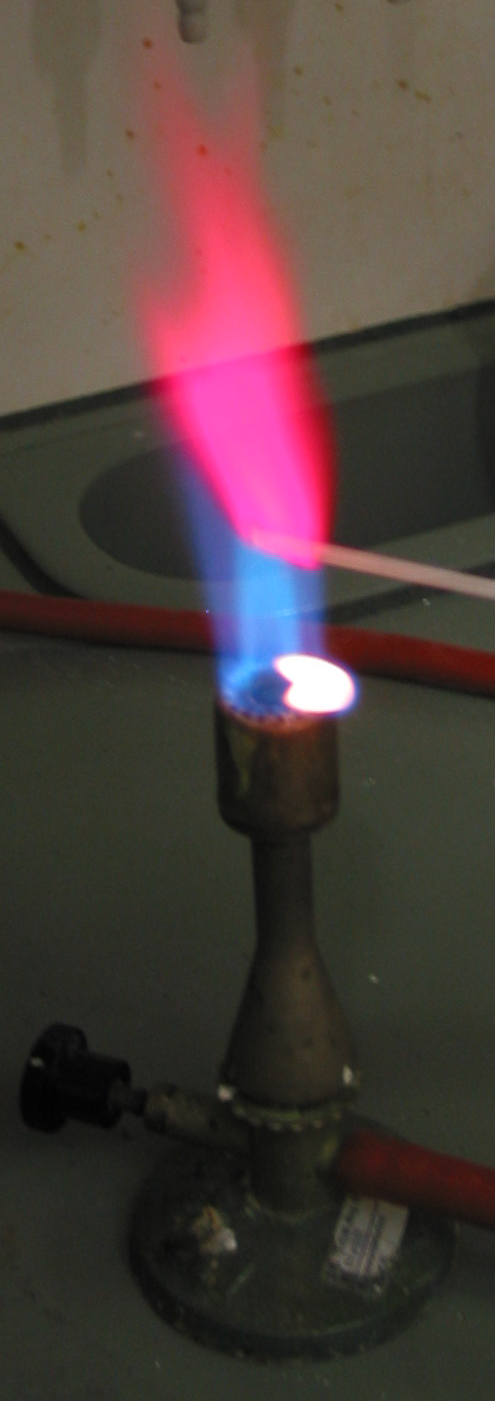
Lithium
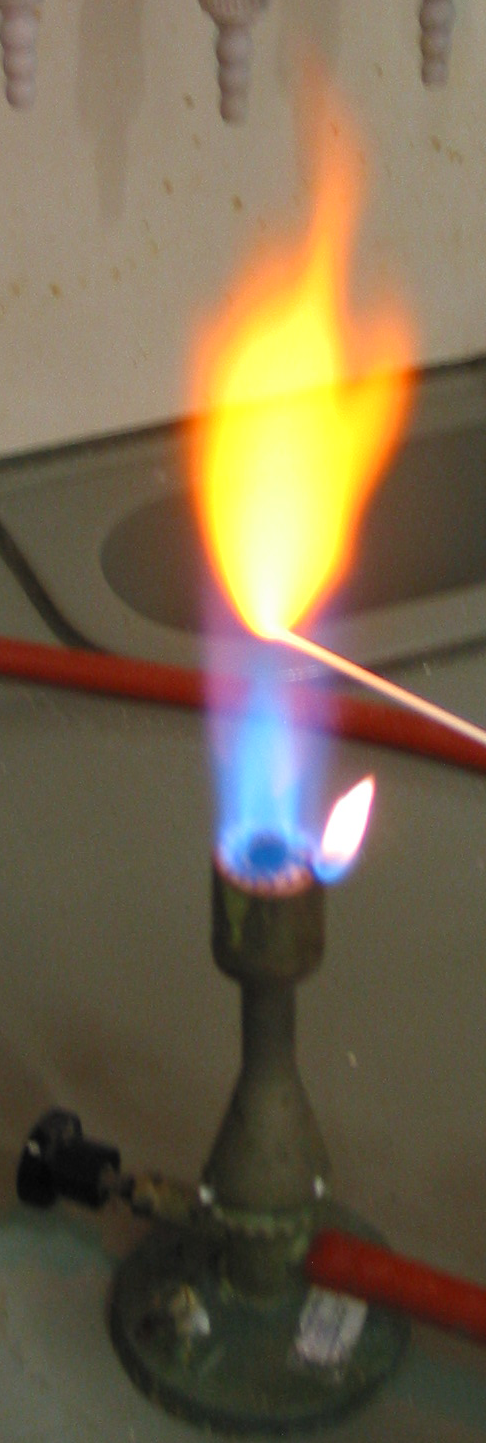
Natrium
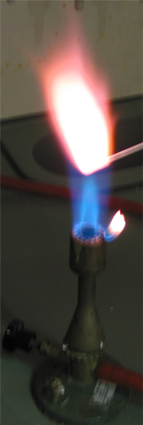
Kalium
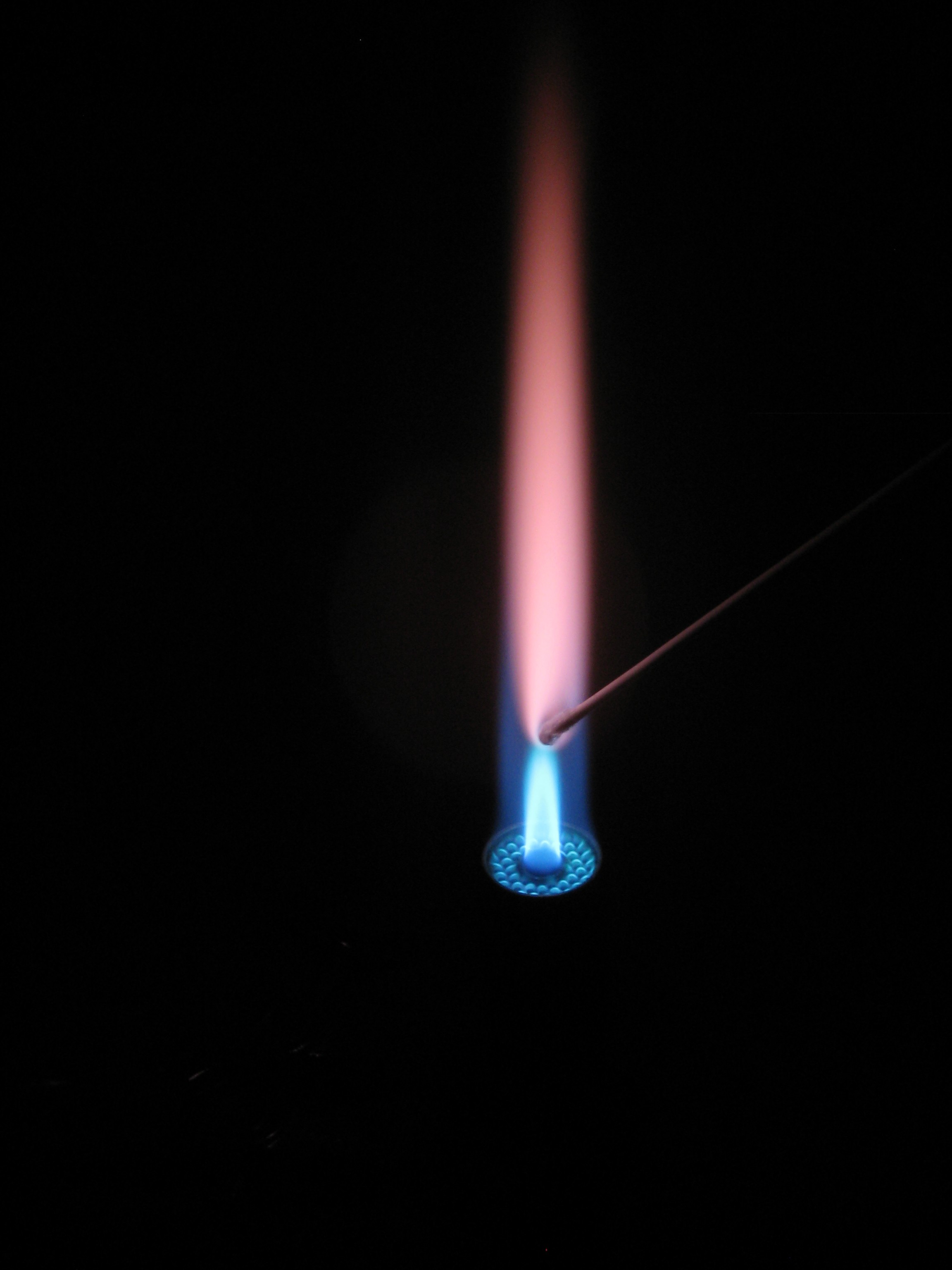
Rubidium
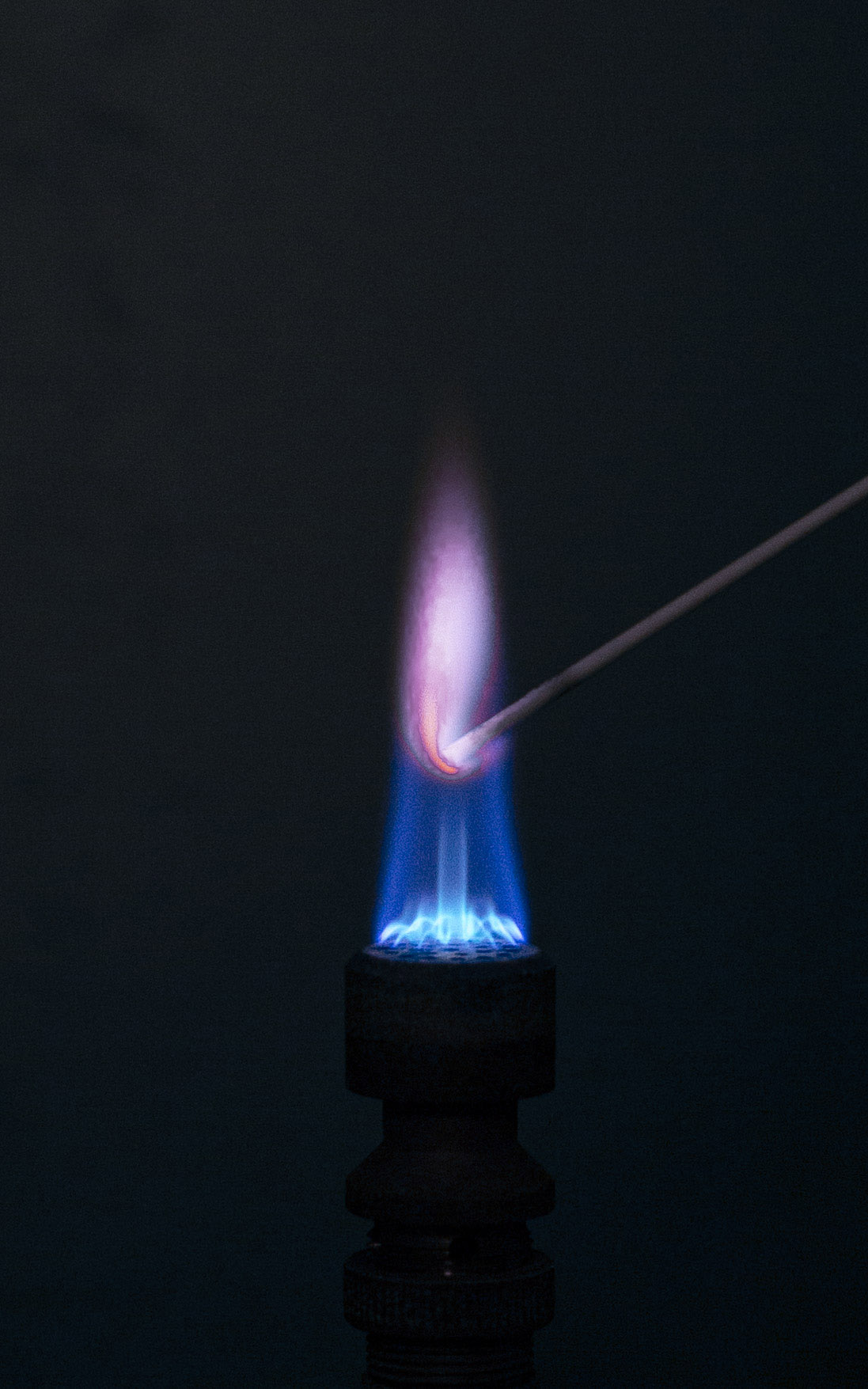
Caesium

### Erdalkalimetalle
Die typischen Erdalkalimetalle und ihre Salze besitzen eine spezifische Flammenfärbung:
- Calcium und seine Salze färben die Flamme ziegelrot (622 und 553,3 nm).
- Strontium und seine Salze färben die Flamme rot (mehrere rote Linien, 604,5 und 460,7 nm).
- Barium und seine Salze färben die Flamme grün (524,2 und 513,7 nm).

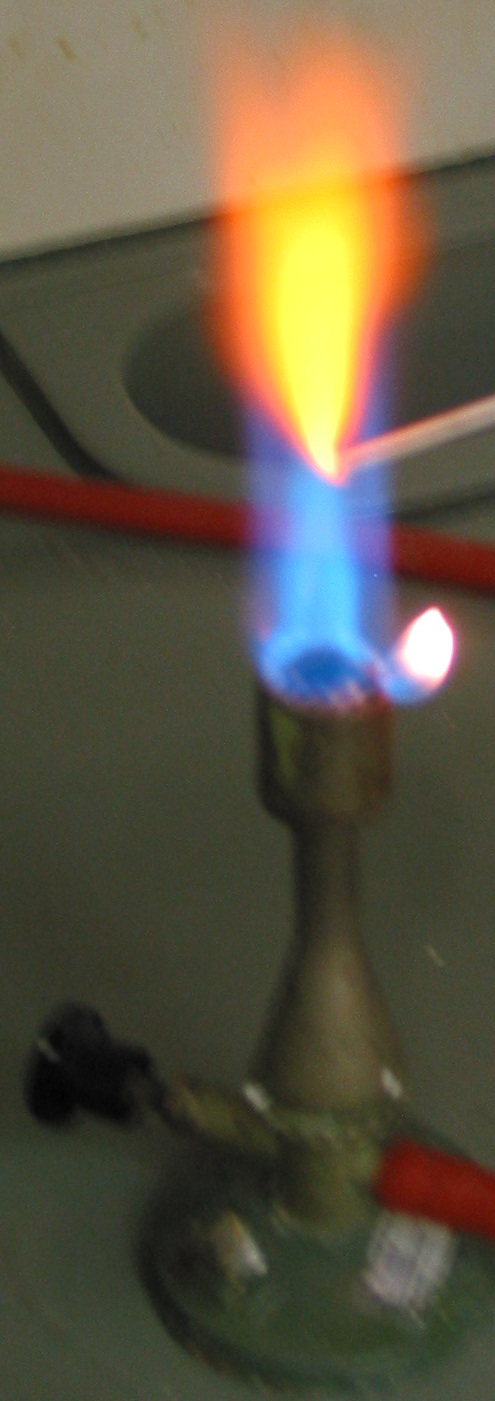
Calcium
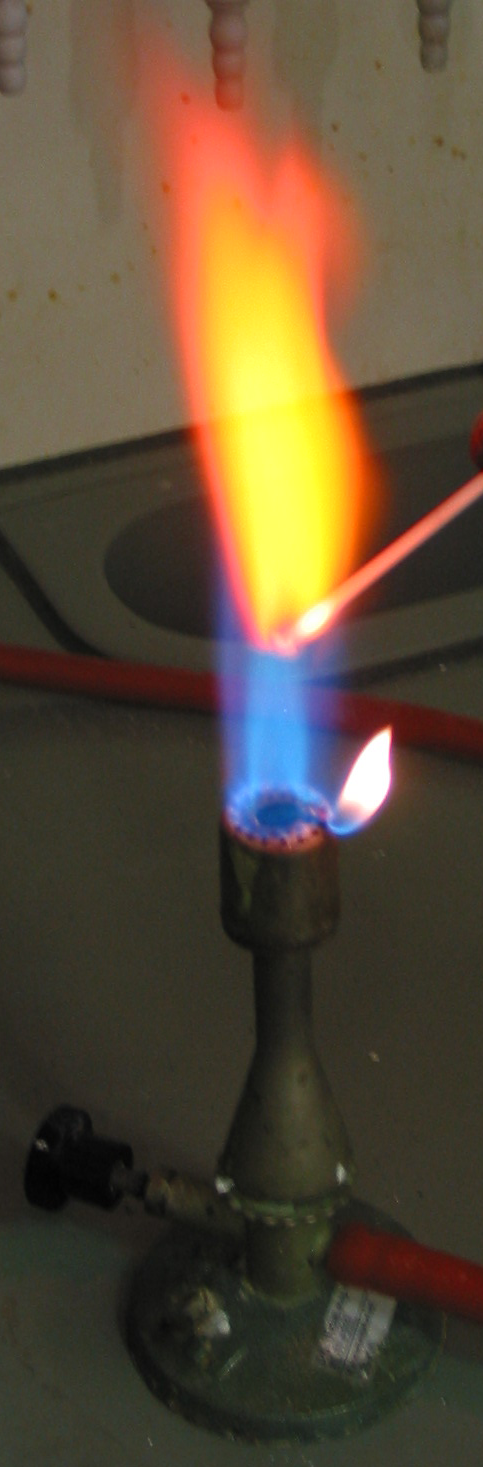
Strontium
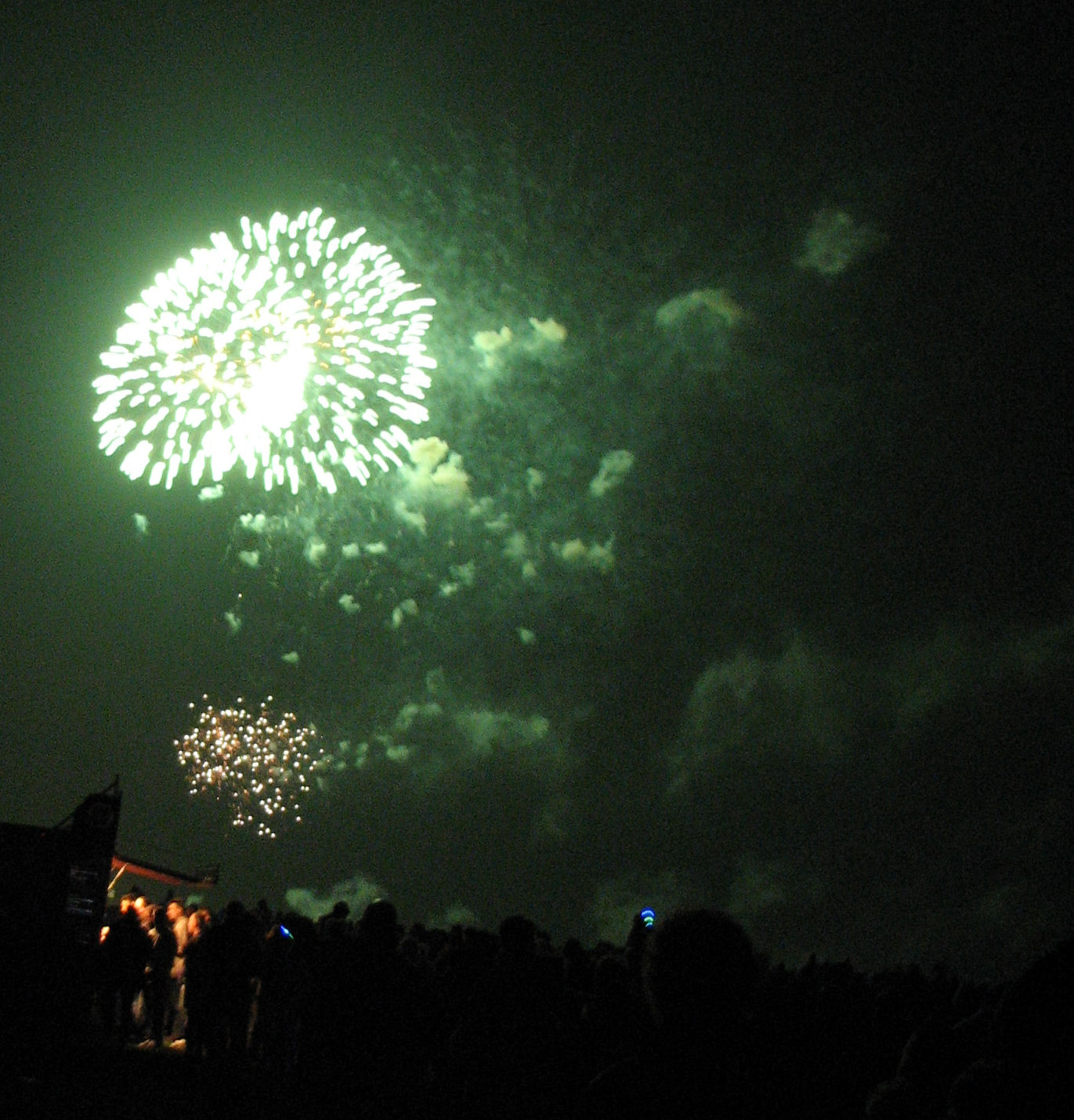
Barium

### Metalle und Halbmetalle
Metalle und ihre Salze besitzen folgende spezifische Flammenfärbung:
- Gallium und seine Salze färben die Flamme violett (417,2 und 403,3 nm).
- Indium und seine Salze färben die Flamme violettblau (452,1 nm)
- Thallium und seine Salze färben die Flamme grün (524,2 und 513,7 nm)
- Kupfer und seine Salze färben die Flamme grün.
- Blei und seine Salze färben die Flamme fahlblau.
- Arsen und seine Salze färben die Flamme fahlblau.
- Antimon und seine Salze färben die Flamme fahlblau.
- Vanadium und seine Salze färben die Flamme fahlgrün.
- Selen und seine Salze färben die Flamme bläulich.
- Tellur und seine Salze färben die Flamme fahlblau (Reduktionszone) und grün (Oxidationszone).
- Molybdän und seine Salze färben die Flamme fahlgrün.
- Bor als Borsäuretrimetyhlester färbt die Flamme grün.[3]

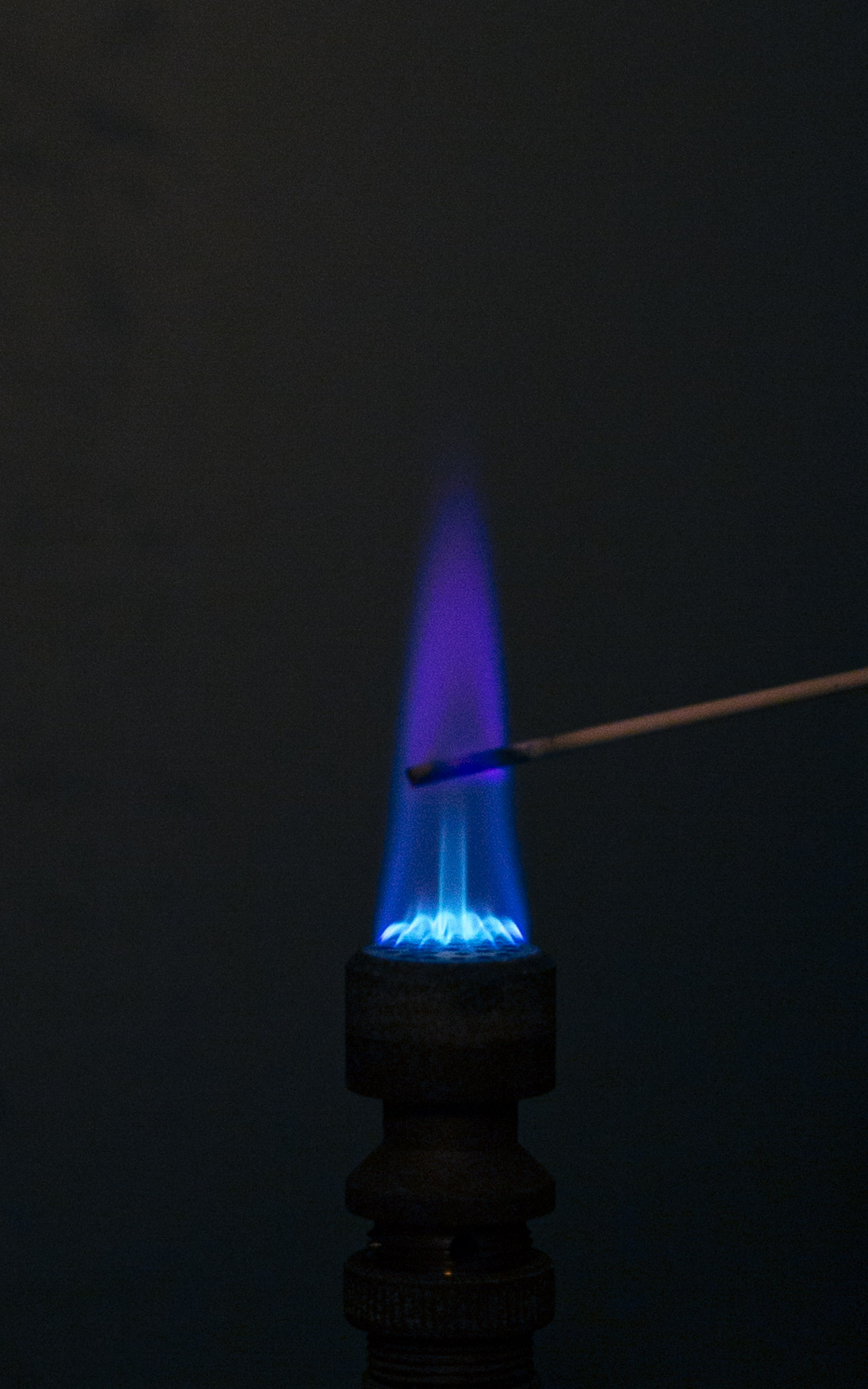
Indium
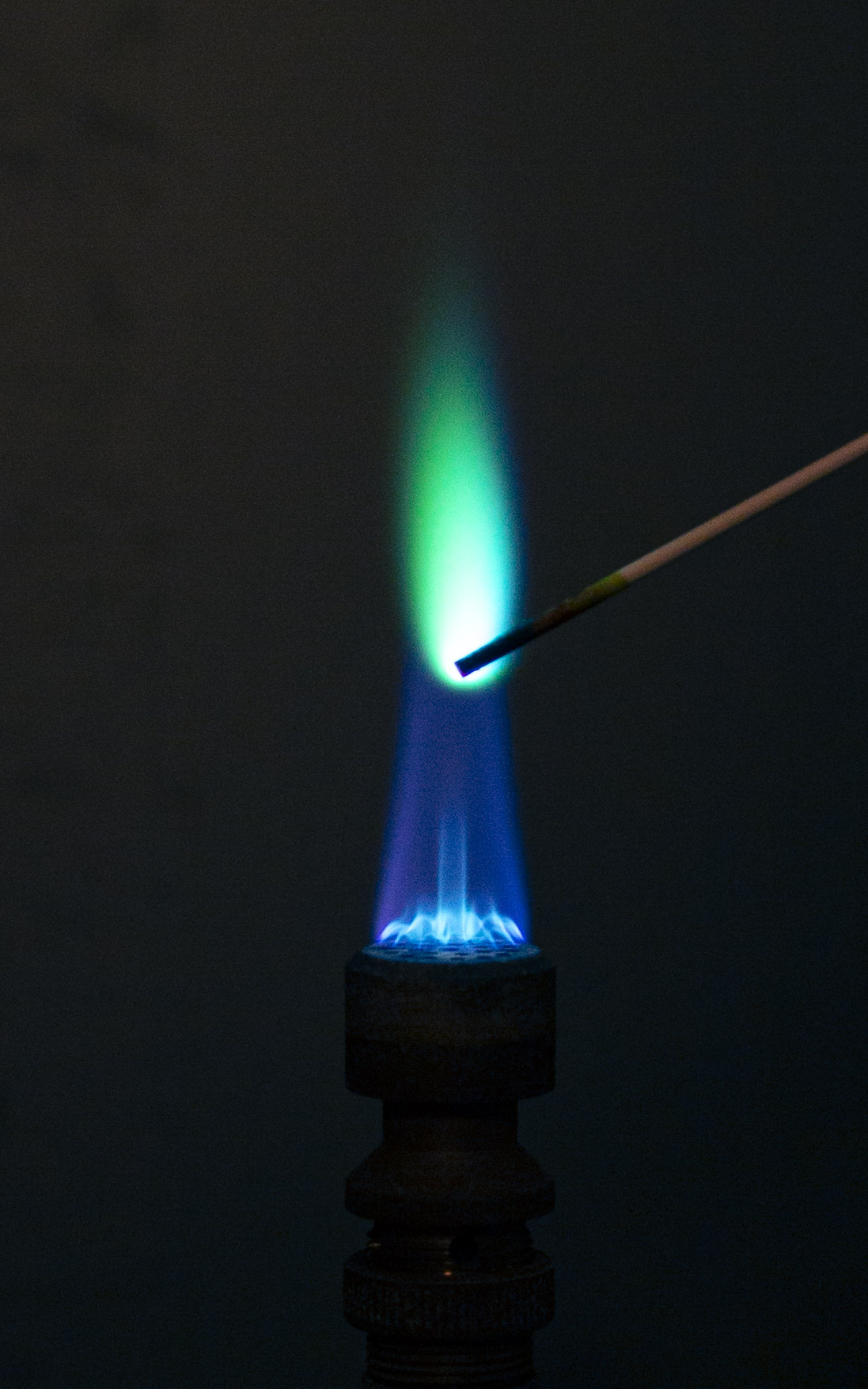
Kupfer
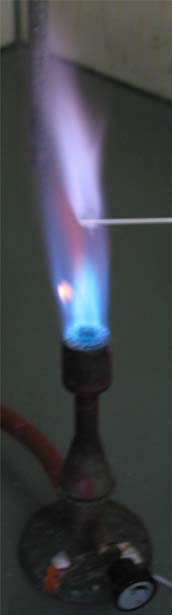
Arsen
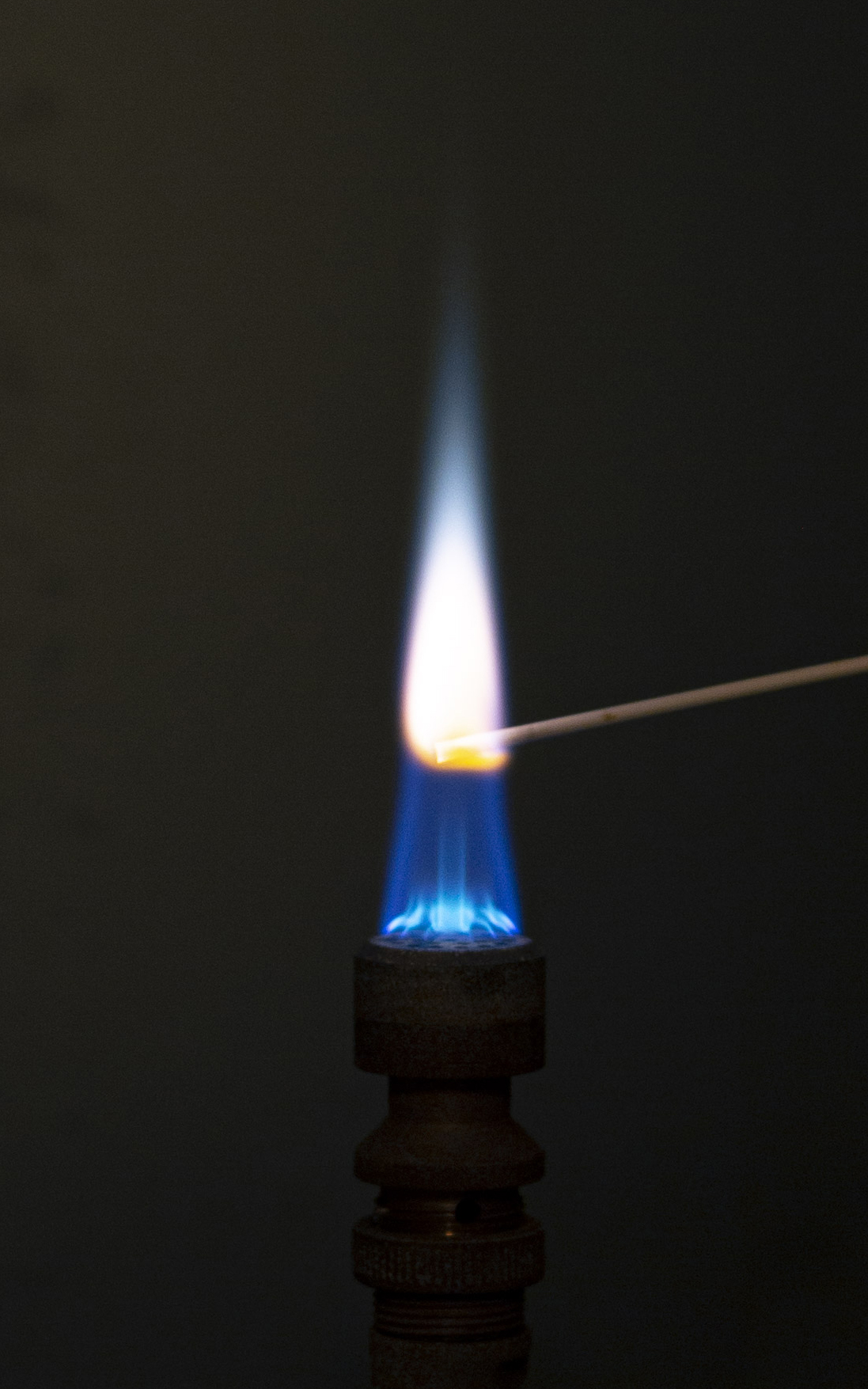
Blei
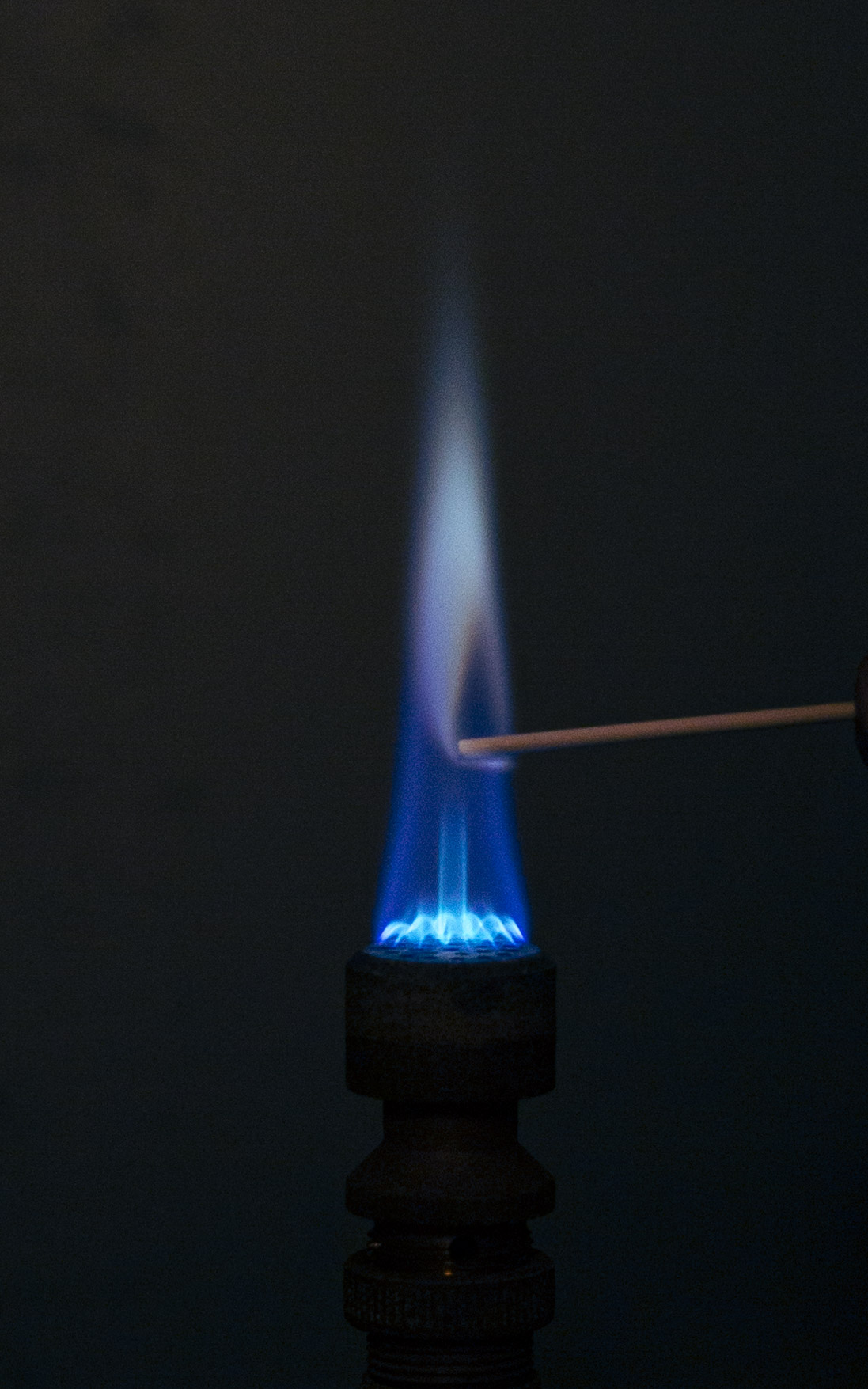
Antimon
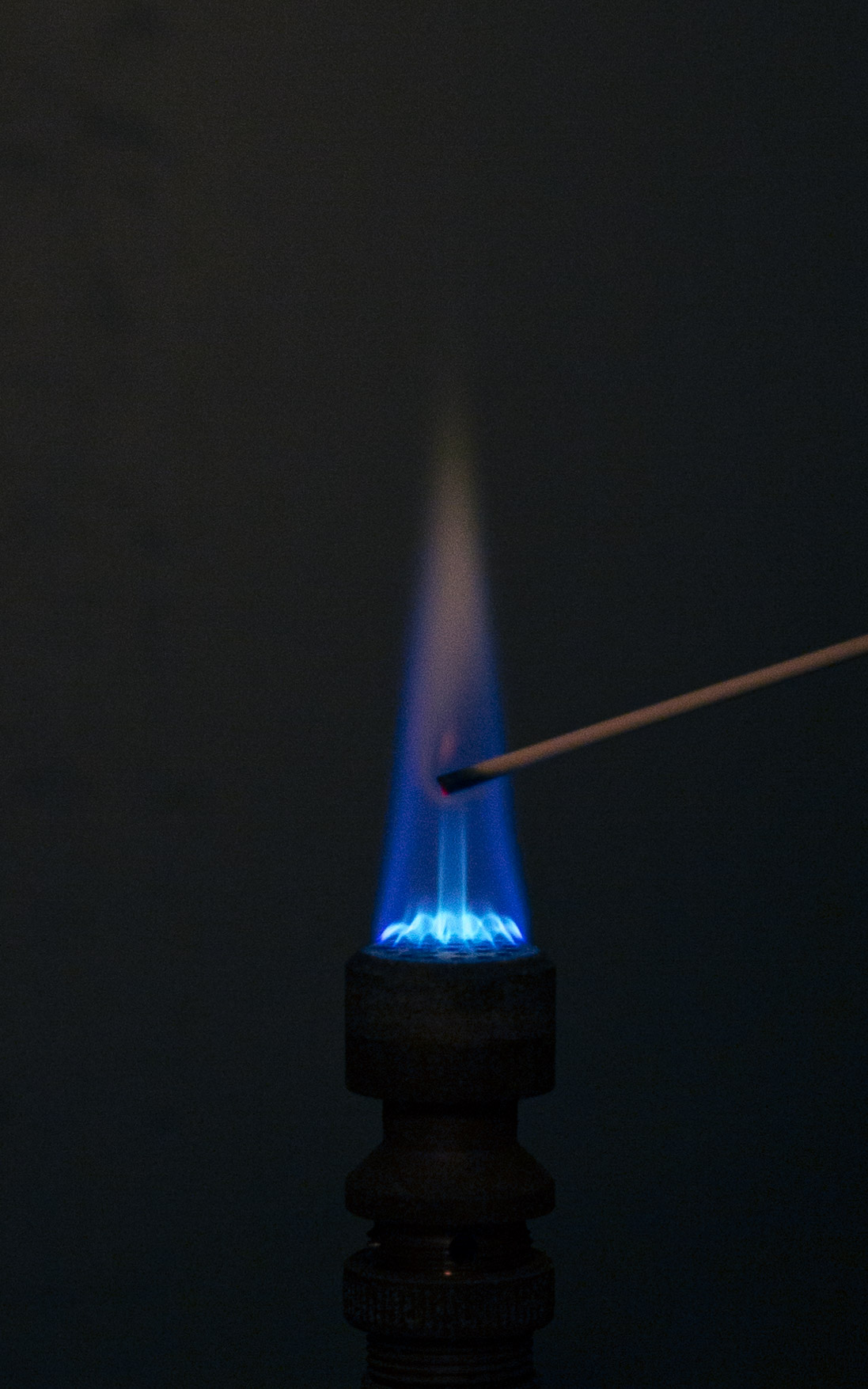
Molybdän
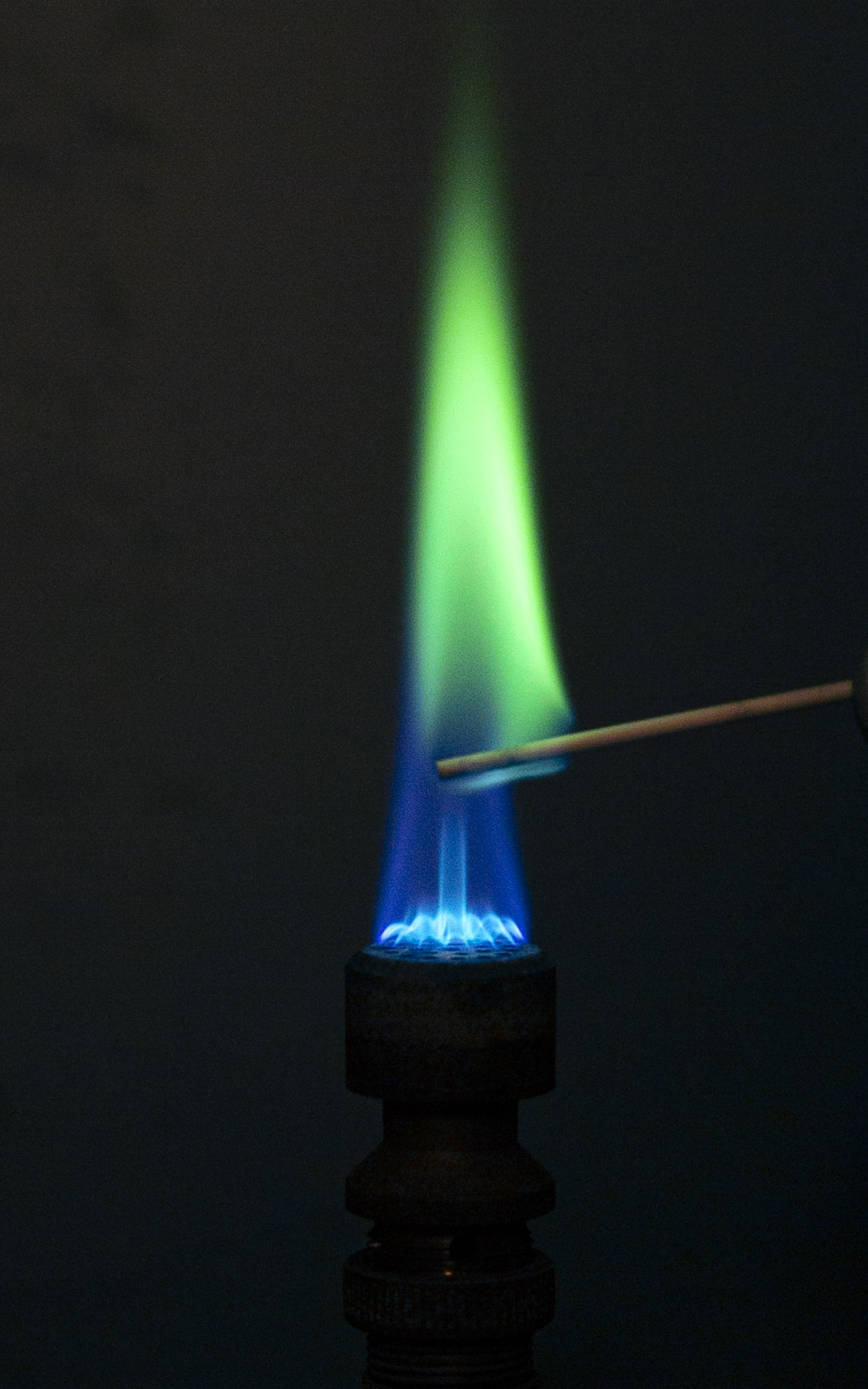
Bor

### Kunststoffe
Zur schnellen Unterscheidung von unbekannten Kunststoffen kann die Brennprobe verwendet werden. Ein Stück des Materials wird in eine Gasflamme (Feuerzeug) gehalten. Beobachtet werden Verhalten und Aussehen der Flamme, des Rauches/Rußes, der Geruch des Verbrennungs-Abgases und die Brandrückstände. Die Brennprobe gehört zu den zerstörenden Werkstoffprüfungen.

### Weitere Elemente

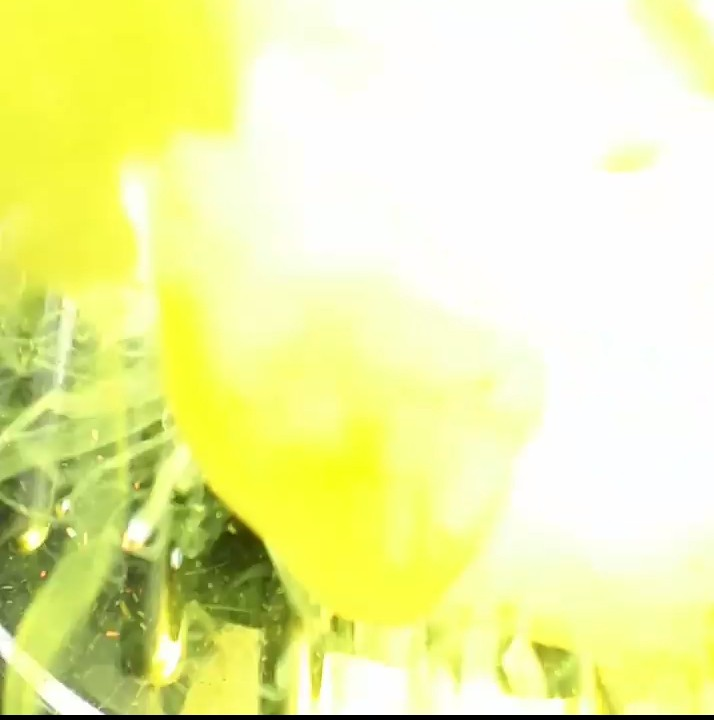
Zink
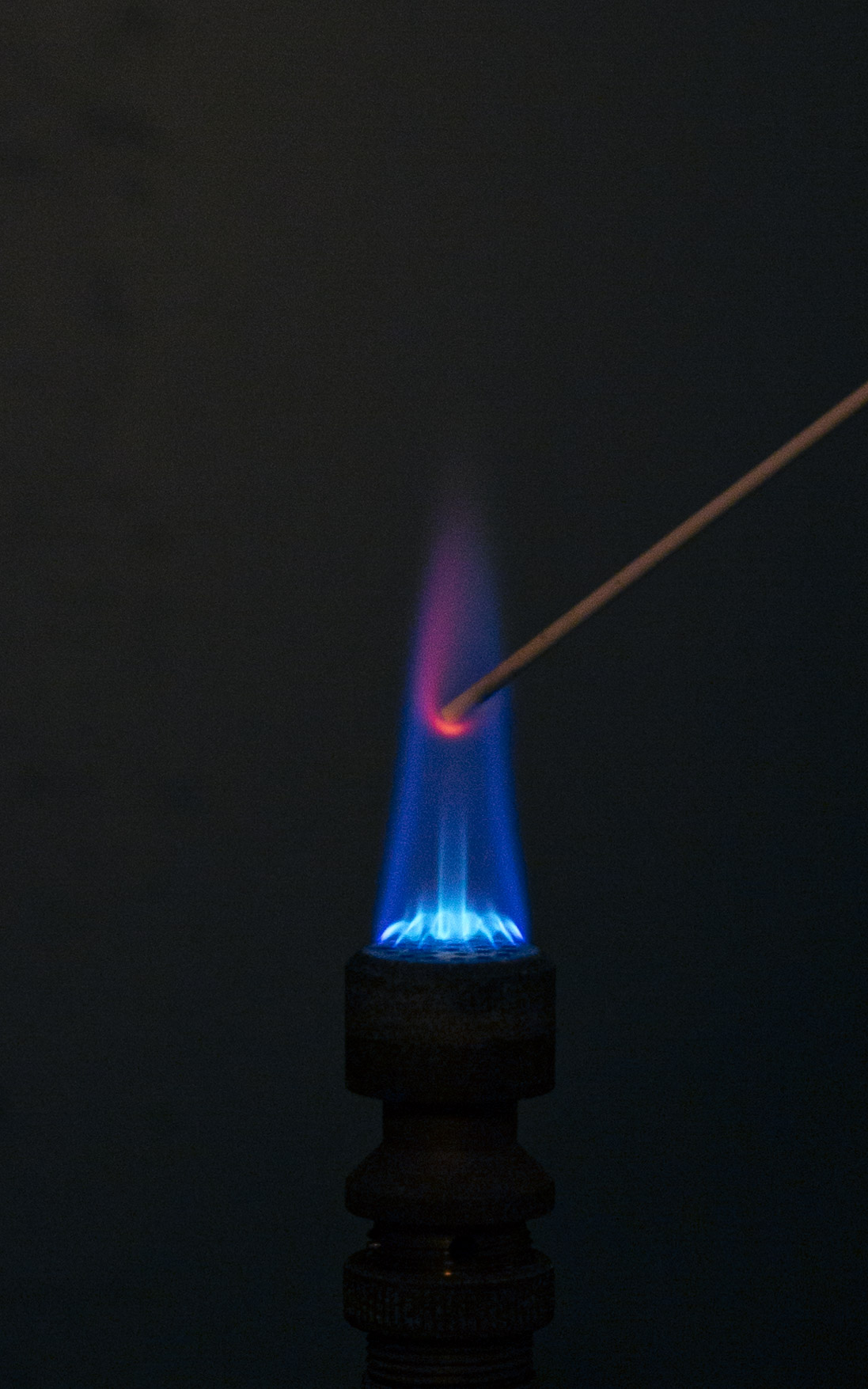
Cer

Weitere Flammenfärbungen:
- Europium, rot
- Radium, karminrot

## Verwendung
Die Flammenfärbung kann für die Beilsteinprobe verwendet werden.

## Weiterentwicklungen
Die mit Hilfe des Auges eingeschätzte Flammenfärbung kann durch die Spektroskopie bzw. die  Atomemissionsspektrometrie ergänzt bzw. verbessert werden. Ein Spektrometer löst die Spektrallinien sehr viel besser auf als das Auge und kann auch die nicht sichtbaren Bereiche des elektromagnetischen Spektrums (z. B. IR- oder UV/VIS-Spektroskopie) zur Analyse nutzen. Es kann außer der Wellenlänge auch die Intensität und Breite der Spektrallinien bestimmt werden, wodurch eine quantitative Analyse und weitere Zustandsanalysen möglich werden.